# Antipatia
Antipatia é uma aversão voluntária ou involuntária por algo ou alguém, o oposto de simpatia. Embora a antipatia possa ser induzida pela experiência, ela às vezes existe sem que haja uma explicação racional de causa e efeito entre os indivíduos envolvidos. O psicólogo brasileiro Dante Moreira Leite caracteriza a antipatia como sendo reversível.
Assim, a origem da antipatia tem sido sujeita a várias explicações filosóficas e psicológicas, que algumas pessoas acham convincentes e outras consideram altamente especulativo. A exploração de um aspecto filosófico da antipatia foi encontrada em um ensaio de John Locke, filósofo do início do século XVII moderno.

## Antipatia Interpessoal
A antipatia interpessoal é muitas vezes irracionalmente atribuída a maneirismos ou a certas características físicas, que são percebidas como sinais de traços de caráter (por exemplo, olhos fechados e profundos como sinal de embotamento ou crueldade.).Além disso, o sentimento negativo às vezes ocorre rapidamente e sem raciocínio, funcionando abaixo do nível de atenção, assemelhando-se, assim, a um processo automático.
As descobertas empíricas de Chester Alexander sugerem que uma característica importante das antipatias é que elas são "marginais à consciência reflexiva". Alexander baseou essa conclusão no fato de que muitos dos sujeitos do estudo relataram nunca ter pensado muito sobre suas antipatias, não tentaram analisá-las ou discuti-las com os outros.
A simpatia e a antipatia modificam o comportamento social. Embora seja geralmente assumido que a antipatia causa evitação, alguns estudos empíricos reuniram evidências de que uma reação antipática aos objetos não foi seguida por nenhum esforço para evitar futuros encontros.

### Pseudo-antipatia
Sophie Bryant observou a ocorrência de pseudo-antipatia que consiste na "interpretação descuidada e arbitrária dos atos e expressões de outra pessoa de acordo com o pior lado de si mesmo".Em outras palavras, as pessoas tendem a projetar suas próprias falhas nos outros e assim detestá-las ou odiá-las. A pseudo-antipatia é baseada no conhecimento (implícito) sobre os lados negativos do caráter de uma pessoa. Bryant compara o sentimento resultante com "uma sensação de limpeza".

### Antipatia e preconceito
O conteúdo dos estereótipos descritos no texto de Allpore (1954) The Nature of Prejudice reflete a antipatia em relação aos membros de grupos desprezados. No entanto, perspectivas emergentes em psicologia social indicam que a antipatia baseada em estereótipos é rara. Os estereótipos provavelmente contêm crenças ambivalentes, uma mistura de atributos principalmente negativos, mas também positivos. A mistura desses traços, de fato, reflete o descrédito geral, mas não a repugnância total. Por exemplo, os estereótipos dos negros endossados no estudo de Katz e Braly (1933) incluíam a "supersticioso", "preguiçoso", "despreocupado", "ignorante", "musical" e "religioso". Assim, mesmo quando o endosso explícito dos estereótipos negativos dos negros era algo aceitável, os entrevistados de Katz e Braly em 1933 relataram desaprovação mais ambivalente do que antipatia direta. No entanto, alguns estereótipos, ainda hoje, permanecem resolutamente negativos, incluindo crenças sobre terroristas e criminosos. Mas, novamente, a ambivalência é mais comum do que a antipatia nos estereótipos dos grupos externos.